# Madame Mallory und der Duft von Curry
Madame Mallory und der Duft von Curry ist eine Filmkomödie aus dem Jahr 2014. Regie führte Lasse Hallström. Der Film basiert auf dem Roman The Hundred-Foot Journey von Richard C. Morais. In den Hauptrollen spielen Helen Mirren, Om Puri, Manish Dayal sowie Charlotte Le Bon. Der Titel des Romans, gleichzeitig der Originaltitel des Films, bedeutet Die 30-Meter-Reise und weist auf den Abstand zweier kulturell unterschiedlich geführter Restaurants hin, der im Laufe der Geschichte von den Protagonisten überwunden wird.

## Handlung
Die indische Familie Kadam betreibt ein Restaurant in Mumbai, wo der zweitälteste Sohn Hassan das Auswählen von Lebensmitteln und Gewürzen sowie die Kunst des Kochens schon im Kindesalter von seiner Mutter lernt. Einige Jahre später wird ihr Restaurant bei Unruhen nach einer Wahl durch den Mob niedergebrannt, wobei die Mutter ums Leben kommt. Der Papa beschließt, mit seinen fünf Kindern und dem wenigen verbliebenen Hab und Gut in Europa ein neues Leben anzufangen.
Nach einem kurzen Aufenthalt in London reist die Familie in einem altersschwachen Fahrzeug durch Südfrankreich, wo sie nach einer Autopanne bei der französischen Kleinstadt Saint-Antonin liegenbleiben. Marguerite, die stellvertretende Küchenchefin des ortsansässigen Nobelrestaurants Le Saule Pleureur (frz. für „Trauerweide“), nimmt sie bei sich auf, während ihr Fahrzeug repariert wird. Papa ist erstaunt über die gute Qualität der Lebensmittel, die Marguerite ihnen anbietet, und dass fast alles aus der Gegend stammt.
Durch Zufall findet er am Ortsrand ein verlassenes Gebäude, das sich als ehemaliges Restaurant entpuppt und zum Verkauf steht. Er beschließt, das Haus zu kaufen und ein neues, indisches Restaurant zu eröffnen, trotz der Einwände seiner Kinder. Diese sehen das Vorhaben ihres Vaters als sinnlos an, da das Le Saule Pleureur, das Haute cuisine der klassischen französischen Küche anbietet, direkt gegenüber liegt und zudem mit einem Michelin-Stern ausgezeichnet ist. Madame Mallory, die Inhaberin, fühlt sich vom lebhaften Treiben der neuen indischen Nachbarn gestört, und als die Eröffnung des Maison Mumbai bevorsteht, kauft sie auf dem lokalen Markt alle Lebensmittel auf, die Chefkoch Hassan benötigt. Außerdem reicht sie Beschwerde beim Bürgermeister ein, der sich jedoch neutral verhält. Dies ist der Beginn eines Zwists zwischen Madame Mallory und Papa, der immer neue Kapriolen schlägt.
Nach anfänglichen Schwierigkeiten läuft das indische Restaurant gut. Hassan bietet seiner zunehmend größeren Gästeschar eine gemischte Küche lokaler Zutaten, die er mit seinen speziellen indischen Gewürzen verfeinert. Unterdessen entwickelt sich zwischen ihm und Marguerite eine zaghafte Beziehung. Sie versorgt ihn heimlich mit Büchern zur klassischen Küche Frankreichs, die Hassan förmlich verschlingt. Das Küchenpersonal des Nobelrestaurants unter Chefkoch Jean-Pierre hingegen blickt verächtlich auf die ausländischen Nachbarn. Schließlich wird am Nationalfeiertag das Maison Mumbai mit Brandbomben beworfen. Hassan kann die Unbekannten vertreiben, doch er verbrennt sich die Hände. Zudem wird die Außenmauer des Restaurants mit dem Spruch „La France aux Français“ (frz. für „Frankreich den Franzosen“) beschmiert.
Hierauf feuert Madame Mallory ihren Chefkoch, den sie als Anstifter des Anschlags ausmacht. Sie beendet den Zwist und schrubbt eigenhändig die Schmähschrift von der nachbarlichen Mauer. Da Marguerite Hassan erzählt hatte, dass ihre Chefin deren neue Köche als „Bewerbung“ ein Omelett zubereiten lässt, bittet er aufgrund seiner verletzten Hände Madame Mallory, ihm bei der Zubereitung der Eierspeise zu helfen. Sie ist begeistert von seinem mit indischen Gewürzen verfeinerten Gericht und bietet ihm eine Stelle in ihrer Küche an, um seine besondere Gabe weiter zu fördern. Angesichts der neuen Konkurrenzsituation auf die freie Chefkochstelle führt dies zu Unstimmigkeiten zwischen Marguerite und Hassan. Der hat inzwischen seine Kochkunst der französischen Küche perfektioniert, so dass nach einiger Zeit dem Le Saule Pleureur der lang ersehnte zweite Michelin-Stern verliehen wird. Dies eröffnet Hassan die Chance, sich in einem Nobelrestaurant in Paris weiter auszubilden, und er verlässt Saint-Antonin.
Während Hassan in Paris durch seine spezielle Kochkunst in der Molekulargastronomie bald zu einem der bekanntesten Küchenchefs Frankreichs aufsteigt, kommen sich Madame Mallory und Papa näher. Doch Hassan leidet zunehmend unter der Einsamkeit in der Großstadt und vermisst seine Familie sowie Marguerite. Schließlich kehrt er nach Saint-Antonin zurück und versöhnt sich mit Marguerite. Dann überrascht er seine Familie mit der Nachricht, dass Madame Mallory ihn als neuen Geschäftsführer und Chefkoch des Le Saule Pleureur eingestellt hat und er dort den dritten Michelin-Stern anstrebt – zusammen mit Marguerite als Geschäftspartnerin.

## Kritik
Madame Mallory und der Duft von Curry wurde überwiegend positiv aufgenommen. In der Internet Movie Database erhielt der Film 7,5 von 10 möglichen Sternen. Die Deutsche Film- und Medienbewertung vergab das Prädikat „besonders wertvoll“ mit folgender Begründung: „Insgesamt ein mit leichter Hand inszeniertes Integrationsstück mit kulinarischen Kochwettkämpfen und romantischen Verwicklungen, welche eindeutig sehr märchenhafte Züge besitzt [sic]. Helen Mirren besticht in der Titelrolle, wobei der junge Manish Dayal als Hassan und Charlotte Le Bon als Marguerite sowie Om Puri als Vater durchaus nicht in ihrem Schatten stehen bleiben. Passend die musikalische Begleitung, welche mit indischen Klängen wie auch mit klassischen und französischen Tönen die Kontrapunkte unterstützen.“ Laut Susan Vahabzadeh von der Süddeutschen Zeitung wäre der Film ohne Helen Mirren „nur die Hälfte wert“. Auch der Tagesspiegel lobt Mirrens darstellerische Leistung: „Die Wandlung der eifersüchtigen Zicke zur empathischen Gönnerin meistert sie so virtuos, wie sie zuletzt auch die Queen in ihrem seelischen Gefängnis verkörperte.“
The Guardian-Redakteur Tom Shone fällt ein negatives Urteil: „Helen Mirren und Om Puri geben ihr Bestes, um diesen allzu vorhersehbaren und weichgekochten Kampf der Kulturen vor dem Hintergrund der französischen Restaurantszene etwas Würze zu geben.“ Er vergibt 2 von 5 möglichen Sternen. Bill Zwecker von der Chicago Sun-Times rügt, „dass der Ausgang der Geschichte absolut vorhersehbar ist“, aber „allein der verbale Schlagabtausch zwischen Mirren und Puri“ mache den Film sehenswert.

## Auszeichnungen
2014 gewann der Film den Publikumspreis des Den norske filmfestivalen und den „Truly Moving Picture Award“ des US-amerikanischen Heartland Film Festival. Hauptdarstellerin Helen Mirren erhielt Nominierungen für den Women Film Critics Circle Award 2014 („Beste komödiantische Darstellerin“) und 2015 für den Golden Globe Award (Beste Hauptdarstellerin – Komödie oder Musical). 2015 folgte für Madame Mallory und der Duft von Curry eine Nominierung für den Großen Preis der Jury des Winnipeg Real to Reel Film Festival, der aber an Philippe Falardeaus The Good Lie – Der Preis der Freiheit verliehen wurde.